# Hidden Lake (Colorado)
Hidden Lake es un lugar designado por el censo ubicado en el condado de Boulder en el estado estadounidense de Colorado. En el Censo de 2010 tenía una población de 31 habitantes y una densidad poblacional de 18,88 personas por km².

## Geografía
Hidden Lake se encuentra ubicado en las coordenadas 40°6′17″N 105°28′40″O / 40.10472, -105.47778. Según la Oficina del Censo de los Estados Unidos, Hidden Lake tiene una superficie total de 1.64 km², de la cual 1.61 km² corresponden a tierra firme y (2.21%) 0.04 km² es agua.

## Demografía
Según el censo de 2010, había 31 personas residiendo en Hidden Lake. La densidad de población era de 18,88 hab./km². De los 31 habitantes, Hidden Lake estaba compuesto por el 90.32% blancos, el 0% eran afroamericanos, el 3.23% eran amerindios, el 3.23% eran asiáticos, el 0% eran isleños del Pacífico, el 0% eran de otras razas y el 3.23% pertenecían a dos o más razas. Del total de la población el 6.45% eran hispanos o latinos de cualquier raza.